# Karl von Rabenau

Karl von Rabenau

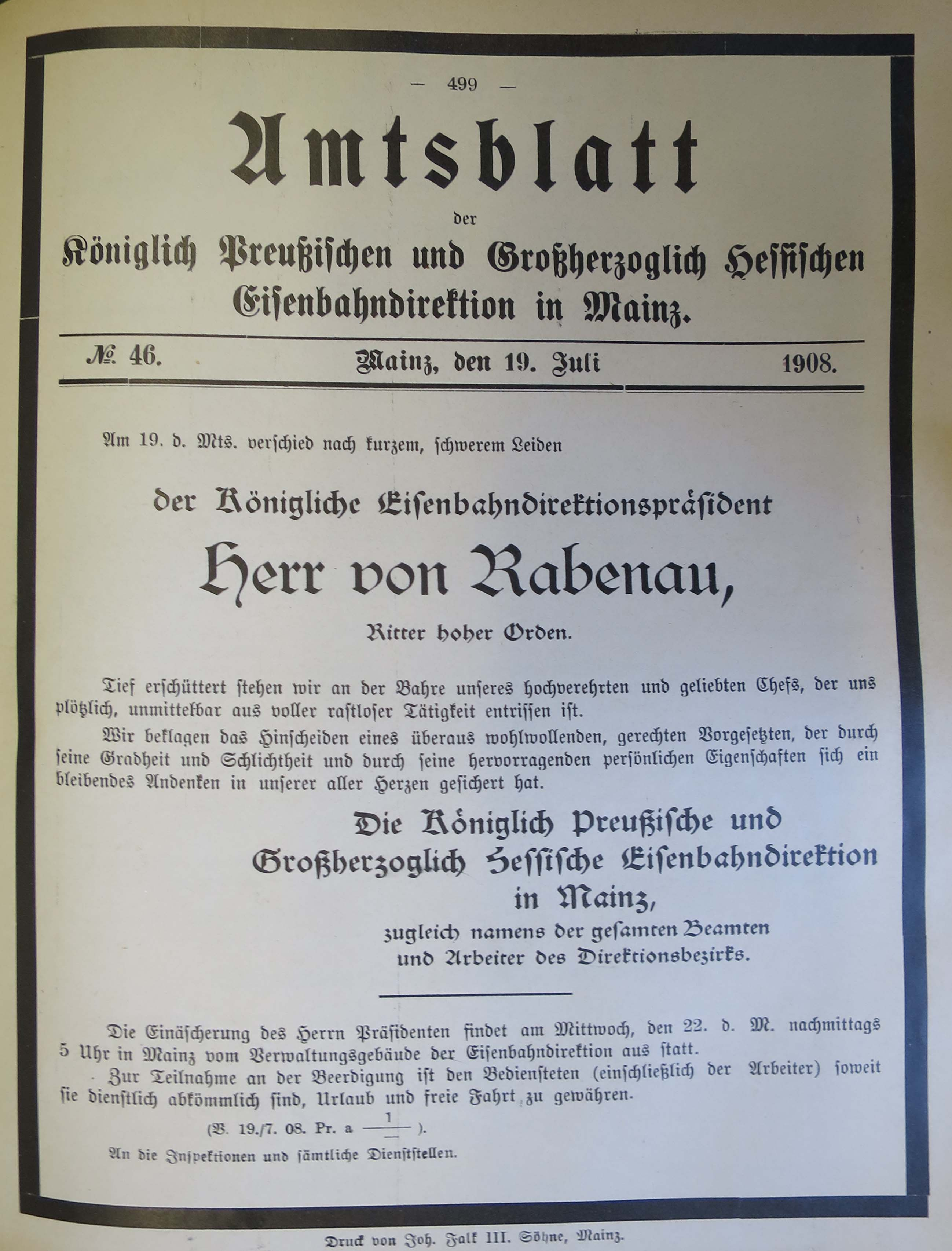
Todesanzeige im Amtsblatt der Eisenbahndirektion Mainz

Karl Christian Friedrich Otto von Rabenau (* 13. August 1845 in Essen; † 19. Juli 1908 in Mainz) war der zweite Präsident der Königlich Preußischen und Großherzoglich Hessischen Eisenbahndirektion Mainz.

## Persönliches
Seine Eltern waren der Justizrat Karl Friedrich Hieronymus von Rabenau († vor 1906 in Essen) und Ottilie Auguste Arnoldine, geborene Plöger († vor 1906 in Berlin, noch vor ihrem Mann verstorben). Karl von Rabenau war evangelisch. Er nahm am Deutsch-Französischen Krieg 1870/71 teil. Am 28. Juni 1884 heiratete er in Berlin Theodora Gehlen (* 18. Februar 1865 in Breslau), mit der er zwei Söhne hatte:
- Karl Walther von Rabenau (* 28. Oktober 1885; † 1914 in Berlin[6])
- Werner von Rabenau (* 21. November 1891; † am 24. Juli 1918 in Fismes (Champagne-Ardenne)[7])

## Karriere
Von Rabenau war zunächst 10 Jahre lang Eisenbahnbetriebsdirektor in Berlin, dann ein Jahr lang Mitglied der Eisenbahndirektion Kassel. Anschließend war er drei Jahre lang Oberregierungsrat in Köln und Magdeburg. Von dort aus wurde er im April 1903 vorläufig, zum 1. Mai 1903 dann endgültig, zum Präsidenten der Eisenbahndirektion Mainz ernannt. Als Direktionspräsident wohnte er im Dienstgebäude der Direktion, Kaiserstraße 3. Er verstarb „nach kurzem, schweren Leiden“ 1908 im Amt, im Rochus-Hospital in Mainz-Mombach. Er hatte sich einer Blinddarmoperation unterziehen müssen, die gelang. Allerdings entwickelte sich im Anschluss daran eine Bauchfellentzündung, an deren Folgen er starb.
Es fanden am 22. Juli 1908 drei Trauerfeiern statt, eine private in der Wohnung, im Sitzungssaal der Eisenbahndirektion eine weitere für geladene Gäste, und eine allgemein öffentliche auf dem Friedhof. Unterstaatssekretär Flock vertrat den Minister der öffentlichen Arbeiten (Eisenbahnminister von Preußen), Geheimer Staatsrat Gustav Krug von Nidda und andere vertraten die Regierung des Großherzogtums Hessen. Zur Teilnahme an der Beerdigung wurde allen Eisenbahnern des Direktionsbezirks – soweit abkömmlich – Urlaub und freie Fahrt gewährt. Auch das führte dazu, dass mehrere tausend Menschen der Beisetzung beiwohnten.

## Ehrungen und Mitgliedschaften
- Eisernes Kreuz für die Teilnahme am Deutsch-Französischen Krieg.[4]
- Preußischer Kronenorden 2. Klasse[15]
- Roter Adlerorden 2. Klasse[16]
- 1. Mai 1904 Verdienstorden Philipps des Großmütigen, Komturkreuz 2. Klasse[17]
- Russischer Orden der Heiligen Anna, 2. Klasse[18]

Von Rabenau war Mitglied im Mainzer Kriegerverein.